# ロズウェル - 星の恋人たち
『ロズウェル - 星の恋人たち』（ロズウェル - ほしのこいびとたち、原題:ROSWELL）は、恋愛・友情・SF・サスペンスなど、さまざまな要素を盛り込んだアメリカ合衆国のドラマ。1999年から2002年まで放送され、シーズン3までで全61話。いわゆる「ロズウェル事件」をモチーフに制作されている。原作はメリンダ・メッツのROSWELL high。
アメリカでは視聴率が伸び悩んだためシーズン2で打ち切りが検討されていたが、作中でエイリアンたちの好物であるタバスコが放送局に大量に送られたり、署名も行われ、シーズン3は放送局を代えての続投となった。しかし、視聴率は伸び悩み、シーズン3で放送終了となった。
その後、2019年1月15日から『Roswell, New Mexico』（原題）のタイトルでリブートされたが、2022年5月に同年6月6日から放送されるシーズン4で打ち切られる事が発表された。同年9月5日に最終回が放送され、全4シーズン52話で幕を閉じた。

## ストーリー

### シーズン1
すべてはリズが銃撃されたことから始まった。
ニューメキシコ州ロズウェルの高校に通っていたリズは放課後、彼女の両親の経営する「クラッシュダウン・カフェ」でウェイトレスをしていた。その日、店内で二人連れの男が口論となり、一人の男が発砲、弾丸がリズの腹部に直撃する。店内で食事をしていたクラスメイトのマックスが倒れたリズに駆け寄り傷口に手を当てると、あっという間に傷が治り、リズの命は救われる。
そしてリズはマックスから、マックスと妹のイザベル、彼らの友人マイケルがエイリアンだという事を聞き出す。（リズを助ければ秘密が漏れるリスクがあったが、マックスは密かにリズに恋心を抱いていたため、リズを救った）
この発砲事件はFBIの捜査が及ぶことになる。後にFBIのエイリアンハンターや敵対する宇宙人などが現れるが、秘密を知ったリズの親友マリアとアレックスを含めた6人は協力して、危機を切り抜けていく。

### シーズン2
前半はマックスとエイリアンのスキンズとの闘いがメイン。
FBI達との戦いから数ヶ月、マックス達の故郷を乗っ取った敵であるスキンズが登場する。マックスたちはスキンズの町に乗り込みスキンズの生命を維持できなくするが、怒ったスキンズ達がロズウェルの町に乗り込んでくる。スキンズたちに追い詰められていくマックスたちだが、テスの超能力が爆発しスキンズはほぼ全滅する。一方、リズのもとには、地球外の物体グラニリスの力によって未来（2014年）から来たマックスが、「世界崩壊を防ぐため、マックスと別れ、テスとの仲を取り持つように」と諭す。
後半はリズの親友だったアレックスの死に関する謎を追っていくストーリー。
ある日、アレックスが交通事故で亡くなる。が、これはテスによる偽装だった。実は、テスが超能力でアレックスを密かに操り調べ物をしていたが、その影響で精神が限界に達していたアレックスを、結局テスが殺してしまった。一方、マックスはリズと別れテスと交際し、テスは妊娠する。胎児が地球の環境では生存できないと知ったマックスたちは、グラニリスを使って故郷の星に帰ろうとするが、この流れは全てテスの策略であった。テスはキバーとナセドの契約のため、マックスたち三人をグラニリスを使って生きたまま連れて帰ろうとしていたが、リズによって策略が暴かれ、テスは一人で地球を発つこととなる。

### シーズン3
テスがロズウェルを去ってから数ヶ月たったある日、マックスは故郷の星にいる息子に危機が迫っていることを感じ取る。
マックスはリズと組んで強盗をカムフラージュに宇宙船を探そうとするが失敗し逮捕されてしまう。弁護士の養父のおかげで釈放されたが、故郷に帰る手は見つからない。そんな中、ある日マックスはナセドが行っていた殺人と似たような犯行を知り、まだ他に宇宙人がいるのではと思いハリウッドへ向かう。そこにいたラングリーはマックスに協力する気がなく、宇宙船を発見したが飛び立つことができず、またも失敗する。
一方、イザベルは養父の部下である弁護士のジェシーと交際し、結婚する。しかし、宇宙人とばれないかおびえる毎日であった。リズはある日マックスに治療されたためか突然超能力が目覚め、マックスたちにも負けないような力を身につける。そのことが原因でロズウェルから去るが、ロズウェルではマックスたちの存在を知り力を手にしようとする人間がいた。その人間のせいでいったんはマックスは死んだが後に復活しリズもロズウェルに戻ってくる。マックスたちの父はマックスたちを不審に思っていて独自に調べ始め、母も加わる。イザベルの正体を夫のジェシーが知り動揺するが、その後もイザベルの夫である事を選ぶ。両親はイザベルの部屋にカメラを仕掛け、イザベルが超能力を使っているところを撮影、マックスとイザベルに見せ問いただす。
そんな時、軍が謎の物体を破壊したというニュースが流れ、乗っていたのはテスで軍人を大量に殺害し、ロズウェルに突然帰ってきた。マックスとの間に生まれた息子は二人の人間の遺伝子を受け継いだ普通の人間であり、キバーはテスを受け入れずまた地球に逃げるしかなかった。リズはアレックスを殺された怒りのあまり超能力でテスを吹き飛ばし、カイルとジムもテスを受け入れようとしなかった。嫌々ながらマックスたちは軍に追われているテスを助けて逃げようとするが失敗し、テスは軍の基地に乗り込んで自爆する。しかし、イザベルが超能力を使っているビデオが軍によって押収されマックスたちの正体が軍にばれる。卒業式の前日、リズは突然予知能力を身につけ自分たちが殺される映像を見る。全員ロズウェルを去る決意をし、ジェシーとジム以外は卒業式の日に全員でロズウェルを去ることとなる。

## 登場人物

### 主要人物
リズ・パーカー（Liz Parker）
演 - シリ・アップルビー（Shiri Appleby）/ 日本語吹替 - 片岡身江
エピソード (First)：シーズン1 (1) 「出会い」 Pilot
エピソード (Last)：シーズン3 (18) 「卒業」 Graduation
現況：生存
ロズウェルに住む女子高生。優等生で得意な科目は科学と分子生物学。真面目で純粋、一途な性格。大人しく控えめだが、非常に芯が強くいざという時の行動力はかなりのもの。父の経営する宇宙船をモチーフに作られた「クラッシュダウン・カフェ」でウェイトレスのアルバイトをしている。マリア、アレックスとは小学生時代からの親友。当初はカイルと付き合っていたが、銃撃事件をきっかけに命を助けられたマックスに惹かれ、人生を犠牲にしてまでもマックスを守ろうと必死になる。日々の出来事を日記に書き留めている。
マックス・エバンズ（Max Evans）
演 - ジェイソン・ベア（Jason Behr）/ 日本語吹替 - 坂詰貴之
エピソード (First)：シーズン1 (1) 「出会い」 Pilot
エピソード (Last)：シーズン3 (18) 「卒業」 Graduation
現況：生存
1947年のロズウェルUFO墜落事件で宇宙船に乗っていたエイリアンの生き残り。6歳まで妹イザベル、マイケルと共に保育器の繭で育ち、外界の荒野を歩いているところを発見され、裕福で心優しいエバンズ夫婦に引き取られ幸せに暮らしてきた。密かに想い続けてきたリズが“運命の相手”であると知っている。物静かで誠実、常に冷静沈着を保ちリーダーシップに優れている。難病をも治癒する回復能力や、障害物から身を守るバリアを張るエイリアン・パワーを持つ。銃撃事件で倒れたリズを救ったことをきっかけに生活が一変。リズを愛するが、自分の前世への不安から一時、リズを遠ざけテスと急接近する。第1シーズンの最後では前世の母が登場し良き王だと語っていたが、後のニコラスの話ではコインで人の運命を決めるような冷酷な暴君だといっており、前世では結局どのような人物かは記憶も戻らず故郷に帰れなかったためはっきりしなかった。
イザベル・エバンズ（Isabel Evans）
演 - キャサリン・ハイグル（Katherine Heigl）/ 日本語吹替 - 弓場沙織
エピソード (First)：シーズン1 (1) 「出会い」 Pilot
エピソード (Last)：シーズン3 (18) 「卒業」 Graduation
現況：生存
マックスの妹で2人目の生き残りエイリアン。兄同様に理知的で成績も優秀。大人っぽく近寄りがたい雰囲気の美人で、他人には滅多に心を開かず深く関わろうとしないが、それは異星人であることを知られるのが怖いため。本来は家族や仲間を思いやる心優しい性格の持ち主。（いわゆるツンデレ）アレックスからのアプローチが頑なになっていた心を解していく。人の意識に入ることができ、これから起こることを予知できるエイリアン・パワーを持つ。ただひたすら故郷の星に還りたいと願っているが、自分の前世で衝撃の過去が判明する。
マイケル・ゲリン（Michael Guerin）
演 - ブレンダン・フェア（Brendan Fehr）/ 日本語吹替 - 浪川大輔
エピソード (First)：シーズン1 (1) 「出会い」 Pilot
エピソード (Last)：シーズン3 (18) 「卒業」 Graduation
現況：生存
マックス、イザベル兄妹の親友で3人目の生き残りエイリアン。幼少の頃、兄妹とはぐれたためエバンズ家とは対照的に、トレイラー暮らしでアルコール中毒の養父ハンクに引き取られ、虐待される。不幸な環境で育ってきたため、人間不信に陥り周りの人間に対し敵意さえも持っていた。感情の起伏が激しく自己中心的な性格だが、実はデリケートで寂しがり屋。故郷の星に還りたいがために一人無謀な行動に走り、多々マックスと衝突。学校へもろくに行かずに不良のレッテルを貼られていて成績も悪い。マリアとの出会いをきっかけに、次第に心を開き人間不信も消えていくが、価値観の違いから喧嘩ばかり。物に触れて映像を見る能力や、障害物を吹き飛ばすエイリアン・パワーを持つ。
マリア・デ・ルカ（Maria DeLuca）
演 - マハンドラ・デルフィノ（Majandra Delfino）/ 日本語吹替 - 花村さやか
エピソード (First)：シーズン1 (1) 「出会い」 Pilot
エピソード (Last)：シーズン3 (18) 「卒業」 Graduation
現況：生存
リズと姉妹のように仲の良い大親友。非常に陽気だがあきっぽくおっちょこちょい。共に「クラッシュダウン・カフェ」でバイトしている。アレックスとも幼馴染み。母子家庭で育つが、母親エミリーの愛を充分に受けている。しかし、幼少の頃に父親が家出したことがトラウマになっており、精神的に不安定な部分がある。リズからマックスたちがエイリアンである秘密を明かされた当初はパニックになり怖がるものの、共に危機を乗り越えていく内に仲間に。わがままなマイケルに呆れもするが、放っておけない。
アレックス・ウィットマン（Alex Whitman）
演 - コリン・ハンクス（Colin Hanks）/ 日本語吹替 - 石井揮之
エピソード (First)：シーズン1
エピソード (Last)：シーズン3
現況：故人
シーズン2までの登場。リズ、マリアとは小学生時代からの親友。頼まれると嫌と言えないとことんお人好しな性格。独特のユーモアセンスがある。マイケルからの口止めで自分だけ秘密を知らされなかったことから疎外感を持ち、当初は絶交してしまうが、ようやくリズから秘密を打ち明けられ仲間に。イザベルに淡い恋心を抱く。
テスが行ったマインドワープで命を落とす。
シーズン3ではジェシーとの結婚話に悩むイザベルの前に幻影として現れ、彼女を元気付ける。
カイル・バレンティ（Kyle Valenti）
演 - ニック・ウェクスラー（Nick Wechsler）/ 日本語吹替 - 日野聡
エピソード (First)：シーズン1 (1) 「出会い」 Pilot
エピソード (Last)：シーズン3 (18) 「卒業」 Graduation
現況：生存
リズの元彼。バレンティ保安官の息子。スポーツ万能だが、勉強は不得意。リズの恋心がマックスにあることで、当初はマックスと気まずい関係にあったが、次第に打ち解け、ある事件をきっかけに仲間に。バレンティ親子と同居することになったテスを妹のように可愛がる。荒っぽいところはあるが、根は誠実で優しい。シーズン2からは仏教に傾倒するようになり、比較的温和な性格となった。
テス・ハーディング（Tess Harding）
演 - エミリー・デ・レイヴィン（Emilie de Ravin）/ 日本語吹替 - 齋藤梨絵
エピソード (First)：シーズン1 (17) 「標的」 Crazy
エピソード (Last)：シーズン3 (17) 「再会と別れ」 Four Alines and A Baby
現況：故人
シーズン1・第17話からの登場。謎めいた転校生。当初はマックスたちの敵と疑われたが、正体は遠い星から来たエイリアンと地球人の細胞を組み合わせたハイブリッド（混血種）。
ジム・バレンティ保安官（Sheriff Jim Valenti）
演 - ウィリアム・サドラー（William Sadler）/ 日本語吹替 - 小林勝也
エピソード (First)：シーズン1 (1) 「出会い」 Pilot
エピソード (Last)：シーズン3 (18) 「卒業」 Graduation
現況：生存
ロズウェル警察署の保安官。カイルの父親。妻とは離婚し、カイルと二人暮らし。同じく保安官だった父親が巻き込まれた1959年に起きた謎の変死事件にエイリアンが関係していると疑っている。カフェでの銃撃事件以降、マックスの秘密を暴こうと執念を燃やすが、これらの行動が過去のUFO墜落事件、後に続く変死事件の解明にのめり込み、家族との間に深い溝をつくってしまったことと人生を見直すきっかけになる。ある事件をきっかけにマックスたちの良き協力者になった。
ジェシー・ラミレス（Jesse Ramirez）
演 - アダム・ロドリゲス（Adam Rodriguez）/ 日本語吹替 - 西凛太朗
エピソード (First)：シーズン3 (1) 「逮捕」 Busted
エピソード (Last)：シーズン3 (18) 「卒業」 Graduation
現況：生存
イザベルの夫。彼女が大学生になったあと出会い、結婚した。その後彼女がエイリアンだと知り動揺する。

### FBI
トポルスキー捜査官（Kathleen Topolsky）
演 - ジュリー・ベンツ（Julie Benz）/ 日本語吹替 - 八十川真由野
エピソード (First)：シーズン1
エピソード (Last)：シーズン1 (17) 「標的」 Crazy
現況：故人
FBI捜査官。代理教員としてリズたちが通う高校に潜入していた。しかしアレックスによって正体がばれたあと姿を消す。
その後再びリズたちの前に現れ、危険が迫っていると警告するが、同僚たちに拉致され病院で焼死する。
スティーブンス捜査官
演 - リチャード・シフ、日本語吹替 - 横島亘
エピソード (First)：シーズン1 (1) 「出会い」 Pilot
エピソード (Last)：シーズン1 (7) 「未知の文字」 River Dog
現況：故人
FBI捜査官。バレンティの友人。バレンティから「クラッシュダウンカフェ」の事件を聞き捜査に協力するが、その後特権を使い、バレンティから捜査権を奪う。
シーズン1の「標的」でバレンティは、捜査官トポルスキーの口からスティーブンスがFBIのエイリアンハンターのグループによって消されたことを聞かされる。

### パーカー家
ジェフ・パーカー（Jeff Parker）
演 - ジョン・ドー（John Doe）/ 日本語吹替 - 坂口進也
エピソード (First)：シーズン1 (1) 「出会い」 Pilot
エピソード (Last)：シーズン3 (18) 「卒業」 Graduation
現況：生存
リズの父親でカフェを経営している。
ナンシー・パーカー (Nancy Parker)
演 - ジョー・アンダーソン（Jo Anderson）/ 日本語吹替 - 小野洋子
エピソード (First)：シーズン1
エピソード (Last)：シーズン1
現況：生存
リズの母親。

### エバンズ家
フィリップ・エバンズ（Philip Evans）
演 - ギャレット・M・ブラウン（Garrett M. Brown）/ 日本語吹替 - 大山高男
エピソード (First)：シーズン1 (1) 「出会い」 Pilot
エピソード (Last)：シーズン3 (18) 「卒業」 Graduation
現況：生存
マックスとイザベルの養父で職業は弁護士でジェシーの上司。シーズン3ではテスの失踪にマックスたちが関与していると疑い彼らの身辺を探る。
ダイアン・エバンズ (Diane Evans)
演 - メアリー・エレン・トレイナー（Mary Ellen Trainor）/ 日本語吹替 - 山本与志恵
エピソード (First)：シーズン1 (1) 「出会い」 Pilot
エピソード (Last)：シーズン3 (18) 「卒業」 Graduation
現況：生存
マックス、イザベルの養母。シリーズ終盤では夫フィリップの頼みでイザベルの部屋を盗撮し、娘がエイリアンであることに気づく。

### デ・ルカ家
エイミー・デ・ルカ (Amy De Luca)
演 - ダイアン・ファール（Diane Farr）/ 日本語吹替 - 宮寺智子
エピソード (First)：シーズン1
エピソード (Last)：シーズン2 (21) 「裏切り」 The Departure
現況：生存
マリアの母10代でマリアを生んだシングルマザー。バレンティ保安官といい仲になるが、シーズン3では登場しない。
ショーン・デ・ルカ (Sean De Luca)
演 - デボン・ガマーソール（Devon Gummersall）/ 日本語吹替 - 筒井巧
エピソード (First)：シーズン2
エピソード (Last)：シーズン2 (21) 「裏切り」 The Departure
現況：生存
マリアの従兄で刑務所帰り。リズのボーイフレンドにシーズン2ではなる。リズはマックスを忘れるため彼と付き合うがシーズン3ではこれといった説明がないのに出てこない。

### サブキャスト
ナセド (Nasedo)
演 - ジム・オルトリー（Jim Ortlieb）/ 日本語吹替 - 山野史人
エピソード (First)：シーズン1 (17) 「標的」 Crazy
エピソード (Last)：シーズン2 (1) 「ナセド死す」 Skin and Bones
現況：故人
マックスたちのボディガード。表向きはテスの養父。マックスたちの身を守るため連続殺人に手を染める。
その後、FBI捜査官に扮し、捜査の攪乱を図るが、スキンズによって殺害される。実はキバーと密約があった。
コートニー・バンクス（Courtney Banks）
演 - サラ・ダウニング（Sara Downing）/ 日本語吹替 - 三浦純子
エピソード (First)：シーズン2 (1) 「ナセド死す」 Skin and Bones
エピソード (Last)：シーズン2 (7) 「対面」 Wipeout!
現況：故人
クラッシュダウン・カフェのウェイトレス。正体はスキンズ。ほかのスキンズとは異なり、マイケルを崇拝する。スキンズがロズウェルが攻めてきた時、自爆スイッチを押し死亡する。
グラント・ソレンソン（Grant Sorenson）
演 - ジェレミー・デヴィッドソン（Jeremy Davidson）/ 日本語吹替 - 家中宏
エピソード (First)：シーズン2 (1) 「ナセド死す」 Skin and Bones
エピソード (Last)：シーズン2 (13) 「寄生生物」 Disturbing Behavior
現況：故人
ロズウェルを訪れた地質学者。アレックスとデート中だったイザベルと出会い相思相愛の仲になる。しかし謎の生物ガンダリウムの犠牲になり脳を支配される。
ブロディ・デイビス（Brody Davis）
演 - デズモンド・アスキュー（Desmond Askew）/ 日本語吹替 - 村治学
エピソード (First)：シーズン2 (2) 「見えぬ敵」 Ask Not
エピソード (Last)：シーズン2 (20) 「前世の記憶」 Off the Menu
現況：生存
博物館の館長。白血病を患った娘がいる。ある日自分がしばしばエイリアンに体を乗っ取られていることに気づき、人質事件を起こす。マリアに惚れている。シーズン3では登場しない。
リバー・ドッグ（River Dog）
演 - ネッド・ロメロ（Ned Romero）/ 日本語吹替 - 稲垣隆史
エピソード (First)：シーズン1 (7) 「未知の文字」 River Dog
エピソード (Last)：シーズン1 (12) 「目撃情報」 Into The Woods
現況：生存
ロズウェル郊外に住む先住民。幼い頃、ナセドに出会ったことがある。

### 敵役
キバー（Kivar）
演 - スペンス・デッカー（Spence Decker）/ 日本語吹替 - 石田圭祐
エピソード (First)：シーズン3 (6) 「キバーの影」 To Have and To Hold
エピソード (Last)：シーズン3 (7) 「決別」 Interruptus
現況：生存
マックスたちの故郷の星の現在の指導者。ジェシーと結婚したイザベルを故郷の星に連れ去ろうとする。
ニコラス・クロフォード（Nicholas Crawford）
演 - マイコ・ヒューズ（Miko Hughes）/ 日本語吹替 - 井上倫宏
エピソード (First)：シーズン2 (6) 「スキンズの町」 Harvest
エピソード (Last)：シーズン2 (9) 「決裂」 Max in the City
現況：生存
キバーの腹心。表向きの顔はウィテカー議員の弟。スキンズの一員で、前世のマイケルを殺害した過去を持つ。
前世のイザベル（ヴィランドラ）とは恋愛関係だった。スキンズ全員でロズウェルに攻めてきた時、他のスキンズはテスの超能力によって全員死亡したが、ニコラスだけは何故か無事だった。その後、マックスとテスがイザベルとマイケルのクローンとニューヨークに向かった時再登場する。それ以降は出てこない。
ヴァネッサ・ウィテカー（Vanessa Whitaker）
演 - グレッツェン・イーゴルフ（Gretchen Egolf）/ 日本語吹替 - 山像かおり
エピソード (First)：シーズン2 (1) 「ナセド死す」 Skin and Bones
エピソード (Last)：シーズン2 (6) 「スキンズの町」 Harvest
現況：故人
ロズウェルに地盤を持つ下院議員。スキンズの一員で、彼女の秘書（インターン）を務めるリズからテスのことを聞き出し彼女をさらう。
ヴィランドラ（Villandra）
演 - キャサリン・ハイグル / 日本語吹替 - 弓場沙織
エピソード (First)：シーズン2 (8) 「逆襲」 Meet the Dupes
エピソード (Last)：シーズン2 (9) 「決裂」 Max in the City
現況：生存
愛称：ロニー。ニューヨーク在住のストリートギャング。イザベルのクローン。マックスのクローンだったザンを殺害する。性格はイザベルと異なり、かなりの性悪で服装もパンク風。「決裂」ではマックスの命を狙い、テスを拉致するが、その後どうなったのかはっきりせず、登場していない。
クレイトン・ウィーラー (Clayton Wheeler)
演 - ジャック・ドナー（Jack Donner）/ 日本語吹替 - 不明
エピソード (First)：シーズン3 (13) 「潜入」 Panacea
エピソード (Last)：シーズン3 (14) 「復活」 Chant Down Babylon
現況：不明
死期の迫った老人。マックスの治療で若返るが、外見がマックスと化す。「復活」ではマックスの姿のままリズの命を狙う。
メリス・ウィーラー（Meris Wheeler）
演 - モーガン・フェアチャイルド（Morgan Fairchild）/ 日本語吹替 - 大西多摩恵
エピソード (First)：シーズン3 (13) 「潜入」 Panacea'
エピソード (Last)：シーズン3 (14) 「復活」 Chant Down Babylon
現況：故人
クレイトンの妻。夫を助けるためマックスを脅す。夫がマックスと化した後は彼にリズを殺すように要求する。
ダニエル・ピアス（Daniel Pierce）
演 - デヴィッド・コンラッド（David Conrad）/ 日本語吹替 - 原康義
エピソード (First)：シーズン1 (17) 「標的」 Crazy
エピソード (Last)：シーズン2 (1) 「ナセド死す」 Skin and Bones
現況：故人
FBI捜査官。マックスを拉致し拷問する。シーズン2でウィテカー議員の愛人だったことがわかる。
バーンズ捜査官（Agent Burns）
演 - ユーゴ・コンスタンティン（Yorgo Constantine）/ 日本語吹替 - 塚田正昭
エピソード (First)：シーズン3 (1) 「逮捕」 Busted
エピソード (Last)：シーズン3 (15) 「反逆」 Who Died and Made You King?
現況：故人
FBI捜査官。シーズン3で登場。マックスとイザベルをピアス、ウィテカー殺しの犯人とにらみジェシーに圧力をかける。
ハンク・ホイットモア（Hank Whitmore）
演 - ロバート・F・ライオンズ（Robert F. Lyons）/ 日本語吹替 - 益富信孝
エピソード (First)：シーズン1
エピソード (Last)：シーズン2 (21) 「裏切り」 The Departure （回想シーン）
現況：故人
マイケルの養父。マイケルが家出したあと、自宅を訪れたナセドに殺される。

### ゲスト
ネリー・ファータド（Nelly Furtado）
演 - ネリー・ファータド（Nelly Furtado）/ 日本語吹替 - 不明
エピソード (First)：シーズン2 (19) 「運命の本」 Baby, It's You
エピソード (Last)：シーズン2
現況：生存
歌手。劇中では大学のキャンパス内でライブを行っていた。
ジョナサン・フレイクス（Jonathan Frakes）
演 - ジョナサン・フレイクス（Jonathan Frakes）/ 日本語吹替 - 津田英三
エピソード (First)：シーズン1 (1) 「出会い」 Pilot
エピソード (Last)：シーズン3 (4) 「死因の謎」 Secrets and Lies
現況：生存
TVドラマおよび映画の監督。俳優でもある。ロズウェルシリーズではいくつかのエピソードの監督をしている。劇中では「スタートレック」シリーズの監督として登場。オーディションを受けに来たマックスに演じている役（マックスはエイリアンの役だった）にふさわしくないとコメントし彼を戸惑わせる。
マダム・ヴィヴィアン（Madame Vivian）
演 - ウィニー・ホルツマン（Winnie Holzman）/ 日本語吹替 - 不明
エピソード (First)：シーズン2
エピソード (Last)：シーズン3 (18) 「卒業」 Graduation
現況：生存
占い師。 マリアの知人。タロットを使用した占いをする。

### その他
アイリーン・バーロウズ（Eileen Burrows）
演 - アシュレー・ジョンソン（Ashley Johnson）/ 日本語吹替 - 鬼頭典子
エピソード (First)：シーズン3 (13) 「潜入」 Panacea
エピソード (Last)：シーズン3 (14) 「復活」 Chant Down Babylon
現況：生存
リズの悪友。寄宿学校時代のルームメイト。模範生だったリズに酒と煙草を教えた。
ローリー (Laurie Dupree)
演 - アリソン・レンジ（Allison Lange）/ 日本語吹替 - 魏涼子
エピソード (First)：シーズン2 (11) 「地中の叫び」 To Serve and Protect
エピソード (Last)：シーズン2 (14) 「救出」 How the Other Half Lives 
現況：生存
グラントに生き埋めにされた少女。後にマイケルと意外なつながりがあることがわかる。
エヴァ（Eva）
演 - エミリー・デ・レイヴィン（Emilie de Ravin）/ 日本語吹替 - 斎藤梨絵
エピソード (First)：シーズン2 (8) 「逆襲」 Meet the Dupes
エピソード (Last)：シーズン2 (9) 「決裂」 Max in the City
現況：生存
テスのクローン。ヴィランドラ（ロニー）に恋人ザン（マックスのクローン）を殺される。テスとは異なり、リズとは仲良し。

## スタッフ
- 製作総指揮 - ジェイソン・ケイティムズ

## テーマソング
- Dido『Here With Me』（1stアルバム『No Angel』収録曲）

## エピソードリスト

### シーズン1
| 各話 | 邦題         | 原題                     | 監督                                   | 脚本                                  | 放送日         |
| ---- | ------------ | ------------------------ | -------------------------------------- | ------------------------------------- | -------------- |
| 1    | 出会い       | Pilot                    | デヴィッド・ナッター David Nuter       | ジェイソン・ケイティムズ Jason Katims | 1999年10月6日  |
| 2    | 秘密         | The Morning After        | デヴィッド・ナッター David Nuter       | ジェイソン・ケイティムズ Jason Katims | 1999年10月13日 |
| 3    | 人生の交差点 | Monsters                 |                                        |                                       | 1999年10月20日 |
| 4    | 心の声       | Leaving Normal           |                                        |                                       | 1999年10月27日 |
| 5    | 真犯人       | Missing                  |                                        |                                       | 1999年11月3日  |
| 6    | なぞのドーム | 285 South                |                                        |                                       | 1999年11月10日 |
| 7    | 未知の文字   | River Dog                | ジョナサン・フレイクス Jonathan Frakes |                                       | 1999年11月17日 |
| 8    | 疑惑         | Blood Brother            |                                        |                                       | 1999年11月24日 |
| 9    | 絆           | Heat Wave                | パトリック・ノリス Patrick Norris      | ジェイソン・ケイティムズ Jason Katims | 1999年12月1日  |
| 10   | 光る石       | The Balance              | タニア・セント・ジョン                 | ジョン・バーリング                    | 1999年12月15日 |
| 11   | 母の愛       | The Toy House            |                                        |                                       | 2000年1月19日  |
| 12   | 目撃情報     | Into The Woods           |                                        |                                       | 2000年1月26日  |
| 13   | 危機一髪     | The Convention           |                                        |                                       | 2000年2月2日   |
| 14   | 恋の勝利者   | Blind Date               |                                        |                                       | 2000年2月9日   |
| 15   | 新たな生活   | Independence Day         |                                        |                                       | 2000年2月16日  |
| 16   | 記憶と妄想   | Sexual Healing           |                                        |                                       | 2000年3月1日   |
| 17   | 標的         | Crazy                    | ジェームズ・ウィットモアJr             | タニア・セント・ジョン                | 2000年4月10日  |
| 18   | テスの正体   | Tess, Lies and Videotape |                                        |                                       | 2000年4月17日  |
| 19   | 夢の中の真偽 | Four Square              |                                        |                                       | 2000年4月26日  |
| 20   | リズ誘拐     | Max to the max           |                                        |                                       | 2000年5月1日   |
| 21   | 脱出         | The White Room           |                                        |                                       | 2000年5月8日   |
| 22   | 幻の母       | Destiny                  |                                        |                                       | 2000年5月15日  |

### シーズン2
- このシーズンは当時人気の高かった『バフィー 〜恋する十字架〜』の影響を受けている（DVDの音声解説より）。

| 各話    | 邦題         | 原題                          | 監督                              | 脚本                                  | 放送日         |
| ------- | ------------ | ----------------------------- | --------------------------------- | ------------------------------------- | -------------- |
| 1 (23)  | ナセド死す   | Skin and Bones                |                                   |                                       | 2000年10月2日  |
| 2 (24)  | 見えぬ敵     | Ask Not                       |                                   |                                       | 2000年10月9日  |
| 3 (25)  | 幻覚の恐怖   | Surprise                      |                                   |                                       | 2000年10月16日 |
| 4 (26)  | 過去との遭遇 | Summer of '47                 |                                   |                                       | 2000年10月23日 |
| 5 (27)  | リズの決断   | The End of the World          |                                   |                                       | 2000年10月30日 |
| 6 (28)  | スキンズの町 | Harvest                       |                                   |                                       | 2000年11月6日  |
| 7 (29)  | 対面         | Wipeout!                      |                                   |                                       | 2000年11月13日 |
| 8 (30)  | 逆襲         | Meet the Dupes                |                                   |                                       | 2000年11月20日 |
| 9 (31)  | 決裂         | Max in the City               |                                   |                                       | 2000年11月27日 |
| 10 (32) | 聖夜の贈り物 | A Roswell Christmas Carol     |                                   |                                       | 2000年12月18日 |
| 11 (33) | 地中の叫び   | To Serve and Protect          |                                   |                                       | 2001年1月22日  |
| 12 (34) | 保安官罷免   | We Are Family                 |                                   |                                       | 2001年1月29日  |
| 13 (35) | 寄生生物     | Disturbing Behavior           |                                   |                                       | 2001年2月5日   |
| 14 (36) | 救出         | How the Other Half Lives      |                                   |                                       | 2001年2月19日  |
| 15 (37) | ビバ! ベガス | Viva Las Vegas                |                                   |                                       | 2001年2月26日  |
| 16 (38) | 心の扉       | Heart of Mine                 |                                   |                                       | 2001年4月16日  |
| 17 (39) | 友の死       | Cry Your Name                 |                                   |                                       | 2001年4月23日  |
| 18 (40) | 目覚めの時   | It's Too Late and It's To Bad |                                   |                                       | 2001年4月30日  |
| 19 (41) | 運命の本     | Baby, It's You                |                                   |                                       | 2001年5月7日   |
| 20 (42) | 前世の記憶   | Off the Menu                  |                                   |                                       | 2001年5月14日  |
| 21 (43) | 裏切り       | The Departure                 | パトリック・ノリス Patrick Norris | ジェイソン・ケイティムズ Jason Katims | 2001年5月21日  |

### シーズン3
| 各話    | 邦題       | 原題                                          | 監督                                   | 脚本 | 放送日         |
| ------- | ---------- | --------------------------------------------- | -------------------------------------- | ---- | -------------- |
| 1 (44)  | 逮捕       | Busted                                        |                                        |      | 2001年10月9日  |
| 2 (45)  | 解雇の真相 | Michael, The Guys and The Great Snapple Caper |                                        |      | 2001年10月16日 |
| 3 (46)  | プロポーズ | Significant Others                            |                                        |      | 2001年10月23日 |
| 4 (47)  | 死因の謎   | Secrets and Lies                              | ジョナサン・フレイクス Jonathan Frakes |      | 2001年10月30日 |
| 5 (48)  | 希望と絶望 | Control                                       |                                        |      | 2001年11月6日  |
| 6 (49)  | キバーの影 | To Have and To Hold                           |                                        |      | 2001年11月13日 |
| 7 (50)  | 決別       | Interruptus                                   |                                        |      | 2001年11月20日 |
| 8 (51)  | ジェラシー | Behind the Music                              |                                        |      | 2001年11月27日 |
| 9 (52)  | 聖夜の夢   | Samuel Rising                                 |                                        |      | 2001年12月18日 |
| 10 (53) | 和解       | A Tale of Two Parties                         |                                        |      | 2002年1月1日   |
| 11 (54) | 現実と空想 | I Married An Aline                            |                                        |      | 2002年1月29日  |
| 12 (55) | リズの異変 | Ch-Ch-Changes                                 |                                        |      | 2002年2月5日   |
| 13 (56) | 潜入       | Panacea                                       |                                        |      | 2002年2月12日  |
| 14 (57) | 復活       | Chant Down Babylon                            |                                        |      | 2002年2月26日  |
| 15 (58) | 反逆       | Who Died and Made You King?                   |                                        |      | 2002年4月30日  |
| 16 (59) | UFO墜落    | Crash                                         |                                        |      | 2002年5月7日   |
| 17 (60) | 再会と別れ | Four Alines and A Baby                        |                                        |      | 2002年5月14日  |
| 18 (61) | 卒業       | Graduation                                    |                                        |      | 2002年5月21日  |

## 日本での主な放送
- 初回はNHK総合テレビで2001年5月12日から2002年10月13日まで、総集編・ダイジェスト2を交えて放送。再放送はNHK教育テレビで2003年4月9日から2004年4月30日まで放送された。

| NHK総合テレビ 土曜23:10 - 23:55 | NHK総合テレビ 土曜23:10 - 23:55 | NHK総合テレビ 土曜23:10 - 23:55 |
| 前番組                          | 番組名                          | 次番組                          |
| ------------------------------- | ------------------------------- | ------------------------------- |
| ビバリーヒルズ青春白書          | ロズウェル - 星の恋人たち       | ポップジャム                    |
| NHK総合テレビ 日曜23:10 - 23:55 |                                 |                                 |
| 青春のポップス                  | ロズウェル - 星の恋人たち       | アリー my Love                  |

## DVDボックス
- 20世紀フォックス・ホーム・エンターテインメント・ジャパンより、DVDコレクターズボックスが発売中。